# Zarząd „Wołga” Organizacji Todta
Zarząd „Wołga” Organizacji Todta (niem. OT Sondereinsatz Wolga, ros. Управление „Волга” организации Тодта) – kolaboracyjna struktura złożona z Rosjan Organizacji Todta podczas II wojny światowej.
Zarząd został utworzony w listopadzie 1942 w Borysowie na okupowanych terenach  Białoruskiej SRR z inicjatywy Niemców. Wchodził w skład niemieckiej Organizacji Todta. Był podporządkowany Grupie Armii „Centrum”. Na czele zarządu stanął gen. Andriej N. Sewastianow. Funkcję jego zastępcy pełnił gen. Michaił W. Bogdanow. Szefem oddziału propagandy był ppłk Nikołaj S. Szatow. Zarząd kierował pracami budowlanymi w zakresie fortyfikacji i umocnień wojennych, mostów, czy dróg oraz remontów sprzętu transportowego i uzbrojenia armii niemieckiej. Podporządkowana mu była wyższa rosyjsko-niemiecka szkoła specjalistów pod Borysowem, której komendantem był gen. A.N. Sewastianow. Przygotowywała ona spośród kolaborantów i niemieckiego personelu pomocniczego specjalistów-techników służb tyłowych. W szkole zostało wyszkolonych ogółem 350 kursantów. Zaprzestała ona działalności we wrześniu 1943. Pod koniec października tego roku z powodu coraz liczniejszych dezercji robotników Zarząd „Wołga” został rozformowany. Oficerowie pochodzenia rosyjskiego, i innych narodów ZSRR, zostali przeniesieni do Rosyjskiej Armii Wyzwoleńczej (ROA).